# Allonnes (Maine-et-Loire)
Allonnes is een gemeente in het Franse departement Maine-et-Loire (regio Pays de la Loire). De plaats maakt deel uit van het arrondissement Saumur. Allonnes telde op 1 januari 2022 2.925 inwoners.

## Geografie
De oppervlakte van Allonnes bedroeg op 1 januari 2022 36,33 vierkante kilometer; de bevolkingsdichtheid was toen 80,5 inwoners per km².

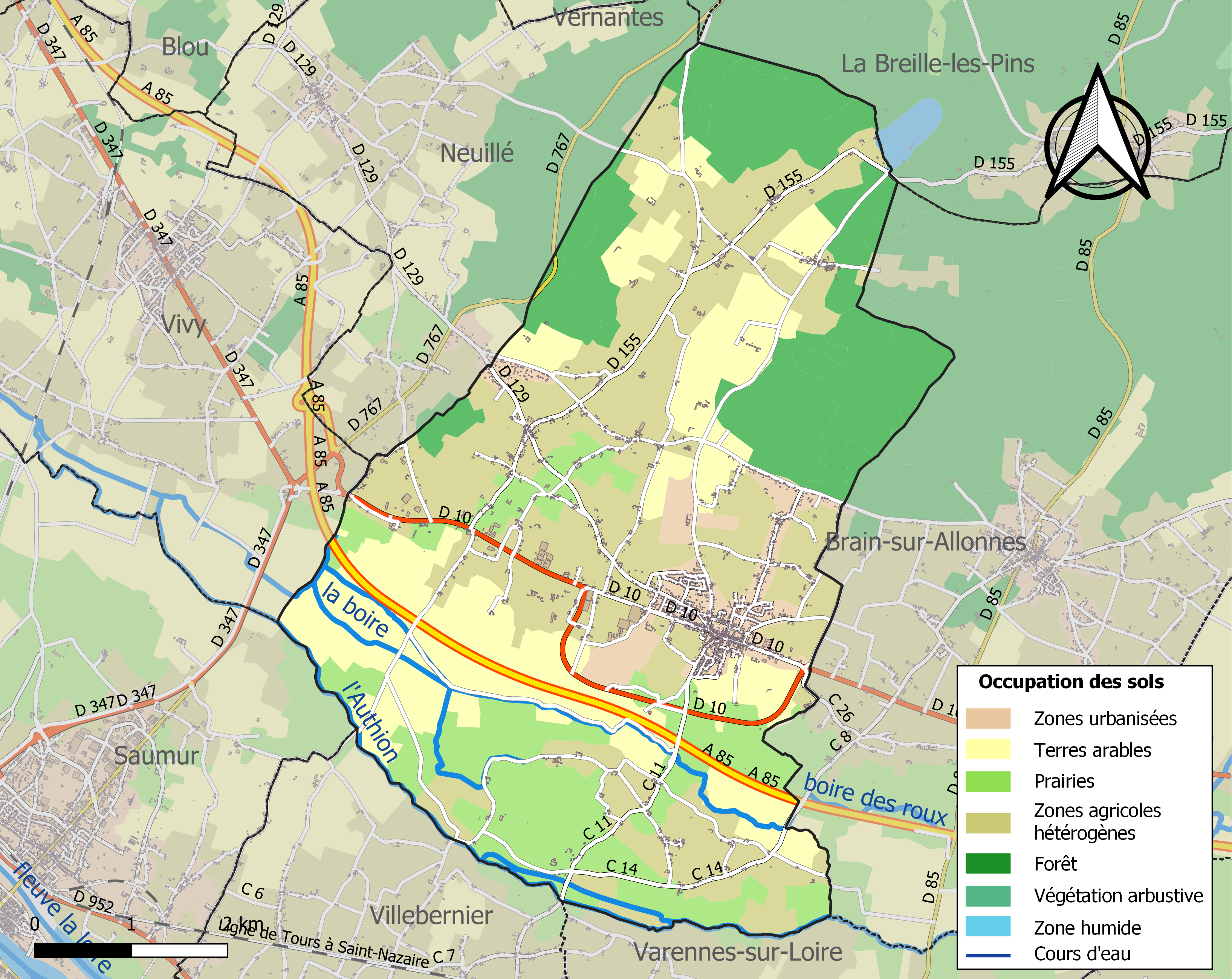
Kaart van de gemeente met de belangrijkste infrastructuur, bodemgebruik en omliggende gemeenten

## Demografie
Onderstaande figuur toont het verloop van het inwonertal (bron: INSEE-tellingen).